# Yphthimoides
Genre
Yphthimoides est un genre néotropical de lépidoptères (papillons) de la famille des Nymphalidae et de la sous-famille des Satyrinae.

## Systématique
Le genre Yphthimoides a été décrit par l'entomologiste allemand Walter Forster en 1964.
Son espèce type est Neonympha yphthima C. & R. Felder, [1867].

## Liste des espèces
D'après Funet :
- Yphthimoides acmenis (Hübner, 1823) — Brésil
- Yphthimoides affinis (Butler, 1867) — Brésil
- Yphthimoides angularis (Butler, 1867) — Brésil
- Yphthimoides argyrospila (Butler, 1867) — Brésil
- Yphthimoides austera (Butler, 1867) — en Colombie
- Yphthimoides borasta (Schaus, 1902) — Brésil
- Yphthimoides celmis (Godart, [1824]) — Paraguay, Argentine, Brésil
- Yphthimoides cipoensis Freitas, 2004 — Brésil
- Yphthimoides eriphule (Butler, 1867) — Guyane, Brésil
- Yphthimoides leguialimai (Dyar, 1913) — Pérou
- Yphthimoides maepius (Godart, [1824]) — Guyane (non observé depuis 1990 ), Surinam, Brésil
- Yphthimoides manasses (C & R Felder) — Argentine, Brésil
- Yphthimoides mimula (Hayward, 1954) — Argentine
- Yphthimoides mythra (Weymer, 1911) — Bolivie
- Yphthimoides neomaenas (Hayward, 1967) — Brésil
- Yphthimoides ochracea (Butler, 1867) — Brésil
- Yphthimoides pacta (Weymer, 1911) — Brésil
- Yphthimoides patricia (Hayward, 1957) — Bolivie
- Yphthimoides punctata (Weymer, 1911) — Brésil
- Yphthimoides renata (Stoll, [1780]) — Mexique, Costa Rica, Panama, Colombie, Venezuela, Équateur, Surinam, Guyane
- Yphthimoides straminea (Butler, 1867) — Brésil
- Yphthimoides viviana (Romieux, 1927) — Brésil
- Yphthimoides yphthima (C & R Felder, [1867]) — Brésil